# Drapeau de l'île de Man
Le drapeau de l'île de Man, appelé Ny Tree Casyn en mannois, en français « les trois pieds », représente une triquètre (une variété de triskèle) en armure, en sens dextre et sur fond de gueules (rouge).

## Histoire
Au XIIIe siècle, le roi de l'île de Man, Magnus III, dont les possessions s'étendaient vers le nord jusqu'aux Hébrides (les îles à l'ouest de l'Écosse), adopte pour des raisons inconnues le triquètre sur fond rouge comme symbole sur ses armoiries. En 1266, lorsque l'île de Man passe brièvement sous souveraineté écossaise puis de manière permanente sous la couronne anglaise, ces armoiries sont conservées et seront reprises pour créer un drapeau.
Le drapeau est ensuite interdit en 1935 et le seul autorisé sur l'archipel est celui du lieutenant-gouverneur de Man. Finalement, l'interdiction est levée le 8 juillet 1968 et le drapeau est officiellement restauré le 27 août 1971.
Il peut être utilisé sans restriction, y compris sur les navires immatriculés dans l'archipel (autrefois il était uniquement un pavillon terrestre et non maritime). Il reste toutefois un symbole de paix, civil ou d'État, mais pas un symbole de guerre puisque l'île de Man n'assure pas elle-même sa défense extérieure (assurée par le Royaume-Uni qui arbore l'Union Jack).

## Symbolisme héraldique du triquètre

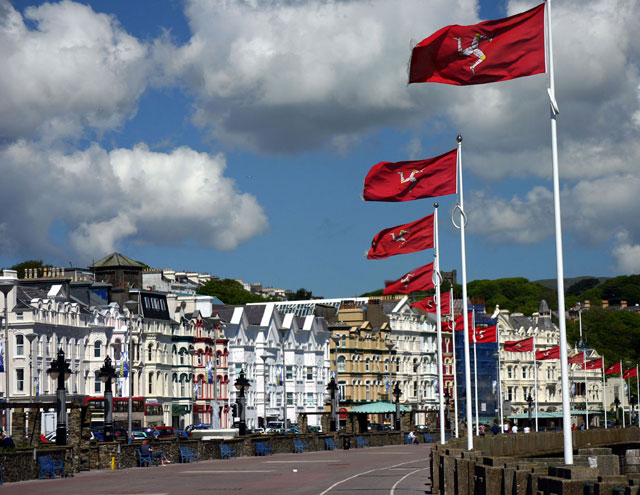
Promenade de Loch à Douglas.

Les raisons expliquant l'adoption du triquètre comme symbole des armes royales de l'ancien Royaume de Man sont assez mal connues, toutefois il a aussi été utilisé et vu comme équivalent au symbole paganique du Soleil, le siège de la vie et du pouvoir.
Ce symbole semble aussi apparenté à l'île de Sicile à cause de sa forme à trois jambes, cependant le symbole sicilien montrait la tête de Méduse en son centre (une des trois Gorgones dans la mythologie grecque, la seule à être mortelle) et ses jambes étaient normalement nues dans la version sicilienne. Dans le triquètre mannois, les trois jambes sont ici habillées d'une armure et sans tête.
D'autres y voient une relation avec un symbole héraldique populaire parmi les peuples celtes et norrois du nord-ouest de l'Europe, le triskell, qui aurait été modifié comme le signe plus clair de puissance appliquée à de nouvelles conquêtes. Cela est suggéré par les découvertes de pièces anciennes frappées par le roi norrois Anlaf Cuaran au Xe siècle, dont le domaine s'est étendu jusqu'à recouvrir une partie de l'Irlande jusqu'à Dublin ainsi que l'île de Man elle-même, ces pièces montrant une version simplifiée de ce symbole. Toutefois, cela pourrait rester une création ad hoc destinée à fusionner deux symboles d'apparence finalement assez similaire, et cette hypothèse n'exclut pas non plus une origine sicilienne.
La triquètre (ou triskell), pouvait à l'origine être représentée soit dans le sens de rotation dextre, soit dans le sens sénestre. Toutefois un décret royal en 1968 a fixé le sens dextre comme le seul valable. Le drapeau de l'île de Man est alors construit en recto verso afin que le sens dextre de la triquètre soit respecté sur les deux faces.
Une autre interprétation de cette triquètre est Kick out England, kick out Scotland and kick out Ireland[réf. nécessaire].

## Drapeau civil
Le drapeau civil a été aboli en 1935 mais restauré le 18 septembre 1971. En ajoutant l'Union Jack, le drapeau devient une enseigne civile, mais à usage uniquement maritime. Cette enseigne n'est pas approuvée en tant que symbole d'État de Man qui reste le drapeau de gueules simple.
En revanche, le lieutenant-gouverneur, qui est le représentant personnel du souverain britannique, dispose d'un drapeau basé sur l'Union Jack britannique, où le drapeau de Man vient seulement s'ajouter en son centre pour désigner sa mission. Ce drapeau lui est réservé et n'est pas utilisé autrement qu'en sa présence à Man.

## Drapeau parlementaire
À ces drapeaux vient s'ajouter celui du Tynwald (le parlement de Man) qui représente une galère norroise d'or (et non un bateau viking avec lequel on le confond souvent) naviguant avec son équipage par la force de la voile déployée (sans rames), sur fond d‘azur.
Ce drapeau, désigné parfois aussi comme le « drapeau MacDonald », a été suggéré la première fois par Roy MacDonald, alors MHK pour la ville de Peel, d'après le symbole héraldique utilisé sur certaines pièces mannoises, et présent également sur un des vitraux aux fenêtres de la chambre du Tynwald.
Après considération par un comité du Tynwald, qui a reconnu que le symbole de la galère serait approprié pour en faire un drapeau parlementaire, le drapeau a été hissé la première fois en 1971 sur les mats de la voie de procession vers la Tynwald Hill le jour de la fête du Tynwald, et à l'extérieur des bâtiments législatifs à Douglas. Il a été introduit plus tard dans les années 1980 dans la chambre du Tynwald lors de travaux de réaménagement de la chambre.

## Galerie

Drapeau des lieutenants-gouverneurs de l'île de Man
Enseigne civile de l'île de Man, ratio : 1:2
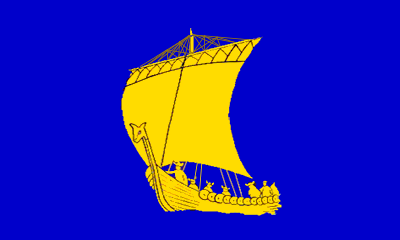
Drapeau du Tynwald (le Parlement de Man)